# Иван Лесев
Иван Лесев е български футболист, роден на 24 декември 1984 г. Играе като нападател. Преминал е през отборите на Янтра (Габрово), Локомотив (Дряново), Трявна и други. Типичен таран, който играе добре с глава и умее да загърбва топката. Често страда от контузии и това не му позволава да разкрие целия си потенциал.